# Georges David (médecin)
Pour les articles homonymes, voir Georges David et David.
Le professeur Georges David (1923 - 2018) est un médecin français. Il est connu pour être le fondateur de la première banque de sperme et du Centre d'étude et de conservation des œufs et du sperme humains (Cecos) en 1973. Il a également posé les bases de l’éthique française de la procréation médicalement assistée (PMA). 
Il fut membre de l'académie nationale de médecine (section des sciences biologiques) en 1994.

## Biographie
Georges David est né le 17 novembre 1923 à Nilvange dans le département de la Moselle,. Son père exerçait la profession comptable pour une entreprise métallurgique située à Knutange, également située en Moselle. 

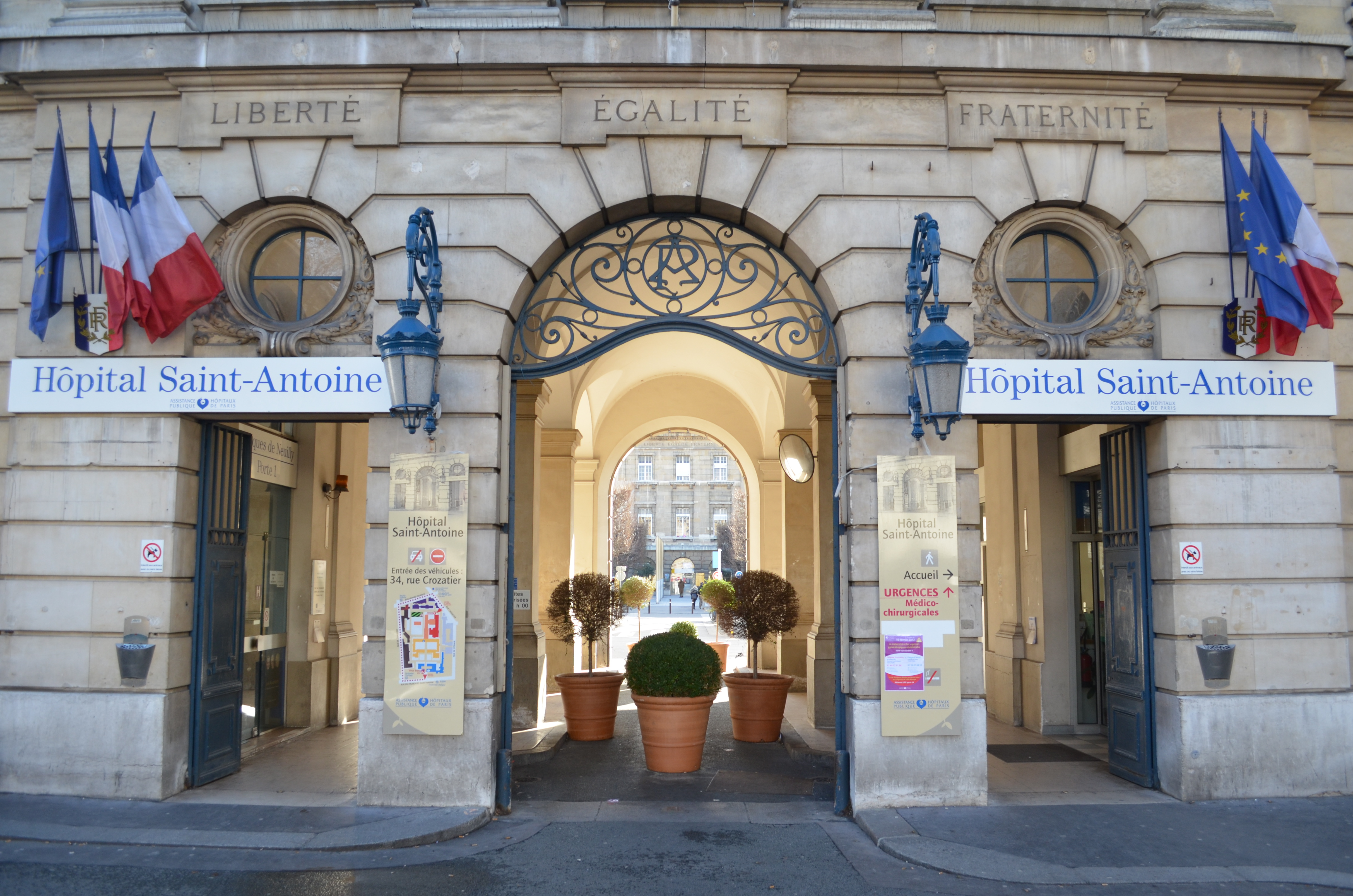
Le Georges David commença sa carrière médicale à l'hôpital Saint-Antoine de Paris (photo)

Dès le collège, le jeune homme désire « faire de la médecine, de la médecine générale ». Après avoir réussi à obtenir son diplôme, il se destinait à ouvrir un cabinet dans une petite ville en Normandie en compagnie de son épouse Jacqueline qui exerçait la profession de sage-femme. 
À la suite d'un stage réalisé auprès du Dr Thérèse Boreau, chef de clinique à l’hôpital Saint-Antoine, établissement de l'Assistance Publique de Paris, et responsable des consultations consacrées aux incompatibilités foeto-maternelles. À la suite du congé maternité de celle-ci, le jeune Georges la remplace et se fixe à Paris. Après le retour du Dr Boreau, il restera quelque temps dans ce service puis il partira exercer en 1954 dans le service de réanimation néonatale de l'hôpital Saint-Vincent-de-Paul, un autre hôpital parisien. Il s'intéressera ensuite à l’embryologie, puis au traitement de la stérilité à la suite de l'influence de l’obstétricien Maurice Lacomme qui l'avait déjà accompagné et conseillé en sa qualité de patron de la maternité de l'hôpital Saint-Antoine. 
Continuant sur la voie de la recherche sur l'infertilité masculine, il s'installera ensuite à l'hôpital Bicêtre, situé au sud de Paris, et déposera les statuts du Centre d’étude et de conservation du sperme le 10 janvier 1973.

## Activité scientifique
Le Pr Georges David est un des fondateurs avec le Pr Albert Netter d'une des premières banques de sperme françaises (l'une à l'hôpital Bicêtre, l'autre à l'hôpital Necker-Enfants malades, puis du premier centre d’étude et de conservation des œufs et du sperme humains (Cecos), 
En 1952 (il a alors moins de trente ans), il découvre que l’exsanguino-transfusion, une technique complexe qui permet de remplacer le sang d’un patient,  guérissant ainsi de l’anasarque fœto-placentaire le fœtus humain. En effet, cet œdème généralisé est lié à une incompatibilité de rhésus entre le fœtus et sa mère .
Durant les années 1960, Georges David se lance dans une nouvelle discipline : l’histologie-embryologie. Il s’intéressera, dès lors à la prise en charge de l’infertilité masculine et développe à la fois le diagnostic et la recherche dans ce domaine. Il est notamment l'initiateur d’une classification morphologique des spermatozoïdes encore utilisée au niveau international 

## Citation
Sur le site du Journal International de Médecine, on peut découvrir cette courte phrase de Georges David :
« Je suis d’une génération qui a assisté à des progrès médicaux prodigieux, comme l’apparition des antibiotiques. Le pouvoir de guérison du médecin nous donnait l’impression de repousser toutes les limites. J’étais absolument persuadé qu’à court terme les nouvelles thérapeutiques permettraient de se passer de l’insémination artificielle »

## Ouvrages
- L'erreur médicale, ouvrage collectif (Dominique Lecourt, Claude Sureau, Georges David). Collection Quadrige, éditeur PUF, novembre 2006,  (ISBN 978-2-13-055914-6)

- La gestation pour autrui, ouvrage collectif sous la direction de Georges David. Collection : Rapports de l'Académie nationale de médecine, éditeur : Lavoisier MSP, avril 2011,  (ISBN 978-22-5720449-3)

### Liens vidéos
- YouTube, Bioéthique et soin, Entretien avec le Pr Georges David